# Lorenzo de Otaduy
Lorenzo Asensio de Otaduy y Avendaño (Oñate, antes de 1539-Ávila, 4 de diciembre de 1611), conocido simplemente también como Lorenzo de Otaduy, fue un religioso español. Defensor de la escolástica y de la doctrina y saber de Tomás de Aquino, fue obispo de Lugo (1591-1598) y de Ávila (1598-1611).

## Biografía
Natural de la villa guipuzcoana de Oñate, sus padres fueron Juan de Otaduy y Miqueleina de Avendaño. Se desconoce la fecha exacta en que nació dado que las partidas de bautismo de la iglesia parroquial solo conservan datos desde 1539; en todo caso nació antes de este año, a diferencia de sus hermanos, bien documentados a inicios de los años 1540. Estudió en la Universidad de Alcalá, donde siempre demostró hacer grandes progresos en el ámbito de las letras. En todo caso, a lo largo de su vida siempre fue generoso con las poblaciones de Oñate y Alcalá: en la primera amplió los estudios universitarios y fundó una casa y colegio de jesuitas; en la segunda incremento las rentas de la escuela general y la iglesia magistral. Hombre sabio y adepto de la escolástica de Tomás de Aquino, por quien sentía un gran respeto, muchos de sus escritos versaron sobre la doctrina tomista. El 26 de mayo de 1576 se incorporó al Colegio Mayor de San Ildefonso de Alcalá, donde llegó a ser catedrático de Escoto, de Prima Teología y canónigo colegial de San Justo.

### Obispo de Lugo
El 11 de marzo de 1591 se le otorgó la prebenda magistral en la Catedral de Cuenca, pero disfrutó poco tiempo de ella ya que el rey Felipe II lo presentó como obispo de Lugo el 30 de junio de aquel mismo año ante el papado, que lo confirmó el 4 de noviembre. Fue consagrado en Cuenca el 16 de febrero de 1592 y cuatro días después, en Lugo, tomó posesión en su nombre el conde de Lemos. Durante su pontificado la vida y desarrollo de la ciudad estuvo condicionada por un posible ataque enemigo a causa de los conflictos de España con los Países Bajos y la Corona inglesa, y participó en los preparativos de defensa ante la fallida expedición naval del conde Essex. Otaduy consiguió mantener buenas relaciones con el capítulo catedralicio, para lo que se celebraron varias concordias entre el obispo y los representados capitulares donde se trataron temas relacionados con el nombramientos de cargos como los arciprestes y la pertenencia de algunos beneficios, entre otros aspectos. Además, también hizo dotaciones para la mejora de la catedral y mandó erigir un seminario conciliar dedicado a san Lorenzo, por la devoción que dispensaba al santo de su nombre.

### Obispo de Ávila
En 1598 fue propuesto para ocupar la sede episcopal de Ávila, en la que comenzó su mandato el año siguiente. Durante el mismo se produjo la expulsión de los moriscos por orden de Felipe III, lo que afectó negativamente a la ciudad de Ávila tanto en el ámbito político como económico. Sobre su actividad episcopal, recuperó para la sede abulense la jurisdicción de Burgohondo y de ocho pueblos más que habían sido regidos desde hacía muchos años por el abad de la colegiata de canónigos regulares de San Agustín situada en la Iglesia-Monasterio de Santa María: hizo cesar esta práctica según lo había establecido el Concilio de Trento pocos años antes. De acuerdo con las disposiciones tridentinas, en 1608 arregló los estudios, vida y costumbres de los seminaristas conciliares de San Millán, obra que había comenzado su antecesor, Juan Velázquez de las Cuevas. También prohibió que el abad de los canónigos regulares norbertinos en Ávila actuara con una autoridad casi episcopal, llevó a cabo mejoras en la catedral y en la basílica de San Vicente, y entregó la antigua iglesia de San Segundo de Adaja, junto con las casas contiguas y una pensión de 500 ducados, a los frailes carmelitas descalzos, que querían fundar un convento masculino en honor a Teresa de Jesús.
Falleció en Ávila el 4 de diciembre de 1611 y fue enterrado en la capilla mayor de la catedral.